# Horohira-bashi (metropolitana di Sapporo)
Horohira-bashi (幌平橋駅?, Horohira-bashi-eki) (N10) è una stazione della metropolitana di Sapporo situata nel quartiere di Chūō-ku, a Sapporo, Giappone. La stazione prende nome dal vicino ponte Horohira, sul fiume Toyohira.

## Struttura
La stazione è dotata di due marciapiedi laterali con due binari passanti al centro in sotterranea e così utilizzati:
| 1 | Linea Namboku | per Makomanai |
| 2 | Linea Namboku | per Asabu     |

## Stazioni adiacenti
| «             | Servizio      | »             |
| Linea Namboku | Linea Namboku | Linea Namboku |
| ------------- | ------------- | ------------- |
| Nakajima-Kōen | Locale        | Nakanoshima   |